# Nitrozobenzol
A nitrozobenzol szerves vegyület, képlete C6H5NO. Diamágneses molekula, dimerjével egyensúlyban létezik.

## Előállítása
Elsőként Adolf von Baeyer állította elő difenilhigany és nitrozil-bromid reakciójával:
(C6H5)2Hg  +  BrNO  →  C6H5NO  +  C6H5HgBr
A modern szintézis során nitrobenzolt redukálnak fenilhidroxilaminná (C6H5NHOH), amelyet aztán nátrium-dikromáttal (Na2Cr2O7) oxidálnak.
Előállítható anilinből is, peroxo-monokénsavval (Caro-sav) végzett oxidációval. Az így kapott terméket általában vízgőzdesztillációval tisztítják, melynek során zöld anyagként jut át a szedőbe, és színtelen anyaggá dermed.

## Jellemző reakciói
Diénekkel Diels–Alder-reakcióba lép, anilinekkel kondenzációs reakcióban azobenzol származékokat ad, ezt Mills-reakciónak nevezik. Redukciójával anilin keletkezik.
Legjellemzőbb reakciója, hogy aktív metiléncsoportot tartalmazó vegyületekkel, például malonészterekkel vagy benzil-cianiddal kondenzációs reakcióba lép. Benzilcianidedal (PhCH2CN) például (PhC(CN)=NPh) imin keletkezik, ez az Ehrlich–Sachs-reakció:
Ph–CH2-CN + Ph–NO → Ph–CH(CN)–N(OH)–Ph (oxiaminálási adduktum) → PhC(CN)=N–Ph
Néha az aktív metiléncsoportot tartalmazó vegyületekkel végzett kondenzáció O-nitrozo-aldol reakcióterméket eredményez:
R–CH2-CHO + Ph–NO → R–CH(CHO)–O–NHPh (aminoxilálási adduktum)

## Fordítás
Ez a szócikk részben vagy egészben  a   Nitrosobenzene című angol Wikipédia-szócikk fordításán alapul.  Az eredeti cikk szerkesztőit annak laptörténete sorolja fel. Ez a jelzés csupán a megfogalmazás eredetét és a szerzői jogokat jelzi, nem szolgál a cikkben szereplő információk forrásmegjelöléseként.